# Scarica a bagliore
La scarica a bagliore o scarica a luminescenza (glow discharge in inglese) o scarica auto-sostenuta di Townsend è un tipo di plasma formato da una differenza di potenziale da 100 V fino a qualche kV in un gas a bassa pressione. Viene utilizzato nelle lampade a fluorescenza, come le lampade al neon, e negli schermi televisivi al plasma.
È anche una tecnica di ionizzazione usata nella spettrometria di massa (sorgente di ionizzazione a scarica a bagliore, in inglese glow discharge ion source) basata sul passaggio di corrente sul campione (GD-MS).
La scarica a bagliore può essere divisa in tre fasi: sub-normale (quando il fenomeno ancora non è stabile), normale (quando è stabile), anormale (quando cresce per poi diventare un altro tipo di scarica: l'arco elettrico).

## Meccanismo
Il tipo più semplice di scarica a bagliore è quella a corrente continua. Nella sua forma più semplice consiste in due elettrodi in una cella riempita di un gas a bassa pressione (0.1 – 10 torr). La cella è tipicamente riempita con argon, ma si possono impiegare anche altri gas. Tra i due elettrodi viene applicato un potenziale elettrico di alcune centinaia di volt. Una piccola popolazione di atomi nella cella viene ionizzata tramite vari fenomeni (collisione fra atomi, ecc.). Gli ioni, caricati positivamente vengono guidati verso il catodo dal potenziale elettrico, e gli elettroni verso l'anodo. La popolazione iniziale di ioni e elettroni dà luogo a collisioni con altri atomi ionizzandoli, in questo modo aumenta la popolazione di atomi ionizzati nel gas. Più a lungo si mantiene il potenziale più il fenomeno ha luogo.
Al di sotto della tensione di ionizzazione (tensione di rottura) non c'è bagliore ma, aumentando la ddp, appena si supera il punto di ionizzazione, ha luogo la scarica di Townsend. La ionizzazione adesso è accompagnata dall'eccitazione di elettroni, con successivo rilassamento, che causa un'emissione visibile la cui lunghezza d'onda dipende dal gas impiegato. Questo fenomeno prende il nome di scarica a bagliore. La zona fortemente luminosa al centro della cella si chiama colonna positiva. Nelle regioni vicine agli elettrodi si ha l'accumulo di ioni (carica spaziale) a carica inversa rispetto all'elettrodo che causa una diminuzione di luminosità.
Aumentando ancora la tensione si osserva la formazione di una scarica ad arco.

## Schema della scarica

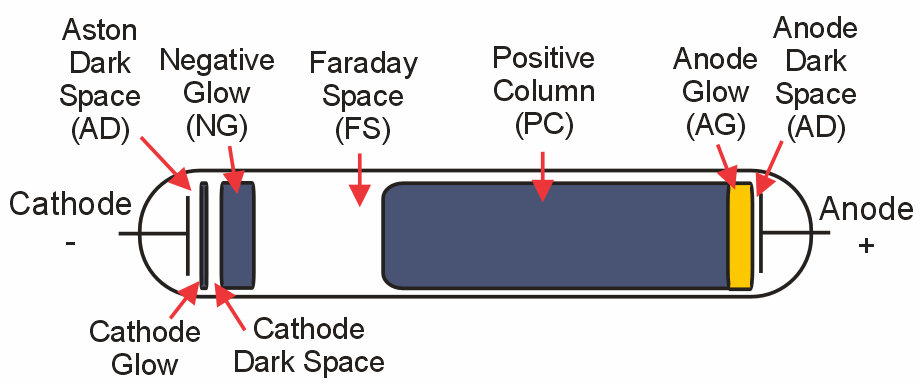
Schema di una scarica a bagliore. I principali elementi sono: (a) L'anodo e il catodo alle estremità del tubo; (b) la zona oscura di Aston; (c) il bagliore catodico; (d) la zona oscura del catodo; (e) il bagliore negativo; (f) la zona oscura di Faraday; (g) la colonna positiva; (h) il bagliore anodico (i); la zona oscura dell'anodo.

I complessi fenomeni che portano alla ionizzazione di un gas in un tubo lineare determinano anche una struttura spaziale abbastanza complicata della colonna di gas ionizzato, o plasma. Comunque, il fatto ovvio che in corrente continua non ci sia dipendenza dal tempo produce una struttura stazionaria, che è facilmente riconoscibile (punto G della curva caratteristica).
Partendo dal catodo (a sinistra in figura) e andando verso l'anodo si possono riconoscere le seguenti zone:
- strato catodico: comprende la zona oscura di Aston, il bagliore catodico e la zona oscura del catodo, detta anche zona oscura di Hittorf o di Crookes. È la zona dove c'è la gran parte della caduta di potenziale nel tubo, ed è la zona dove gli elettroni vengono prodotti e accelerati. Nella zona oscura di Aston gli elettroni vengono estratti dal catodo, e acquistano energia. Essi successivamente collidono con gli atomi neutri, producendo la scarica a valanga di Townsend: la densità elettronica aumenta quindi esponenzialmente con la distanza dal catodo in tutto lo strato catodico, seguendo la legge di Townsend {\displaystyle e^{\alpha d}}. Il bagliore catodico è la zona dove avvengono le ionizzazioni a valanga, ed è la zona in cui gli elettroni hanno una grande energia (testimoniata dalla maggiore luminosità). La zona oscura di Aston talvolta è nascosta fra il bagliore catodico e il catodo, ed è difficile da riconoscere. Nella zona oscura del catodo (o di Hittorf / Crookes) la densità di ioni man mano aumenta, mentre gli elettroni moltiplicati dalle ionizzazioni nella zona del bagliore catodico  vengono accelerati e spazzati via dal campo elettrico: in sostanza, tutta la corrente della scarica, in vicinanza del catodo, viene portata da questi elettroni ad alta energia. È da notare infine che durante l'innesco (breakdown) lo strato catodico si estende fino all'anodo, coprendo l'intera lunghezza del tubo.

- bagliore negativo e zona oscura di Faraday: il campo elettrico elevato nella regione dello strato catodico deve andare praticamente a zero nella zona del plasma della colonna positiva. Tuttavia gli elettroni ad alta energia presenti nella zona oscura di Crookes non possono perdere immediatamente tutta la loro energia, ma la devono cedere per collisione prima che la condizione di equilibrio della colonna positiva venga raggiunta. Questo avviene in un modo abbastanza complicato, poiché gli elettroni prima perdono quasi tutta la loro energia (nella zona del bagliore negativo), e poi vengono riaccelerati da un campo abbastanza debole, in una lunghezza approssimativamente uguale a un libero cammino medio: quest'ultima lunghezza è chiamata zona oscura di Faraday.

- la colonna positiva: è la zona di plasma uniforme, con densità ionica ed elettronica uguali, e campo elettrico prossimo a zero. Mentre la lunghezza delle complesse strutture del catodo e della zona oscura di Faraday dipendono dai parametri del gas e dalle tensioni in gioco, la lunghezza della colonna positiva è indipendente da tutti questi parametri, ed è semplicemente proporzionale alla lunghezza del tubo. La caduta di potenziale ai capi della colonna positiva è inoltre quasi nulla, come tipico dei plasmi.

Nelle scariche a bagliore le temperatura elettronica è decisamente maggiore della temperatura ionica (ioni a temperatura ambiente, elettroni con Te = 3-4 eV). La temperatura elettronica della colonna positiva è una funzione molto debole di tutti i parametri, eccettuata l'energia di ionizzazione, {\displaystyle \epsilon _{i,z}}.
- zona dell'anodo: in vicinanza dell'anodo gli elettroni vengono decelerati, in modo da non collidere con tutta la loro velocità termica sull'anodo; l'anodo deve inoltre essere positivo per chiudere il circuito. Questo produce una doppia struttura (glow dell'anodo e zona oscura dell'anodo), che si vede anche in altri tipi di scariche. L'anodo comunque, oltre a produrre l'ovvia differenza di potenziale, ha un ruolo minore nelle scariche in corrente continua.

## Usi
La scarica a bagliore è il fenomeno fisico che permette il funzionamento delle lampade a scarica.
In chimica analitica viene utilizzato soprattutto come tecnica di ionizzazione in spettrometria di massa (spettrometria di massa a scarica a bagliore), ma può essere utilizzata anche in spettroscopia.